# Z'ev ben Shimon Halevi
Z'ev ben Shimon Halevi – nato Warren Kenton – (Londra, 8 gennaio 1933 – Londra, 21 settembre 2020) è stato uno scrittore e insegnante britannico. 
Fu autore di libri sulla Tradizione Toledana della Cabala ebraica, insegnante cabalista e rinomato fondatore della Società Kabbalah.

## Opere
Primi libriScenotecnica
- Introducing Stagecraft, (come Warren Kenton), Drake Publishers, c.1971
- Play Begins: A Documentary-Novel upon the Mounting of a Play, (come Warren Kenton), Elek Books. 1971
- Stage Properties and How to Make Them, (come Warren Kenton), Pitman, 1978

Libri successiviCabala
- An Introduction to the Cabala: Tree of Life, Rider, 1972; Samuel Weiser, 1991 (L’albero della vita: la via della cabbala, Xenia Edizioni, 1998)
- Adam and the Kabbalistic Tree, Rider, London 1974
- A Kabbalistic Universe, Samuel Weiser, 1977; Gateway, 1988
- Kabbalah: A Tradition of Hidden Knowledge Thames and Hudson, 1979
- Kabbalah and Exodus, Rider, 1980, Samuel Weiser, 1988 and Gateway Books, 1993
- The Work of the Kabbalist, Gateway, 1984; Samuel Weiser, 1993
- The School of the Soul, Gateway Books, 1985
- Psychology and Kabbalah Samuel Weiser, 1986; Gateway, 1991
- The Way of Kabbalah, Gateway Books, 1991
- Kabbalah: The Divine Plan, Harper Collins, 1996
- Introduction to the World of Kabbalah, Kabbalah Society: Tree of Life Publishing (UK), 2008
- The Path of a Kabbalist: An Autobiography, Kabbalah Society: Tree of Life Publishing (UK), 2009
- A Kabbalistic View of History, Kabbalah Society: Tree of Life Publishing (UK), 2013

Opere astrologiche
- As Above so Below: A Study in Cosmic Progression, (come Warren Kenton), Stuart and Watkins, 1969
- Astrology: The Celestial Mirror, (come Warren Kenton), Thames and Hudson, 1974 (Astrologia: lo specchio del cielo, Red Edizioni, 1987)
- Astrology and Kabbalah, pub. Urania Trust, 2000: precedentemente pubblicato come The Anatomy of Fate, Gateway Books, 1978

Romanzo cabalistico
- The Anointed, Penguin Arcana, 1987.

CD Audio
- Way of Kabbalah Meditations, Tree of Life Publishing (UK), 2004